# Willie Park Sr.

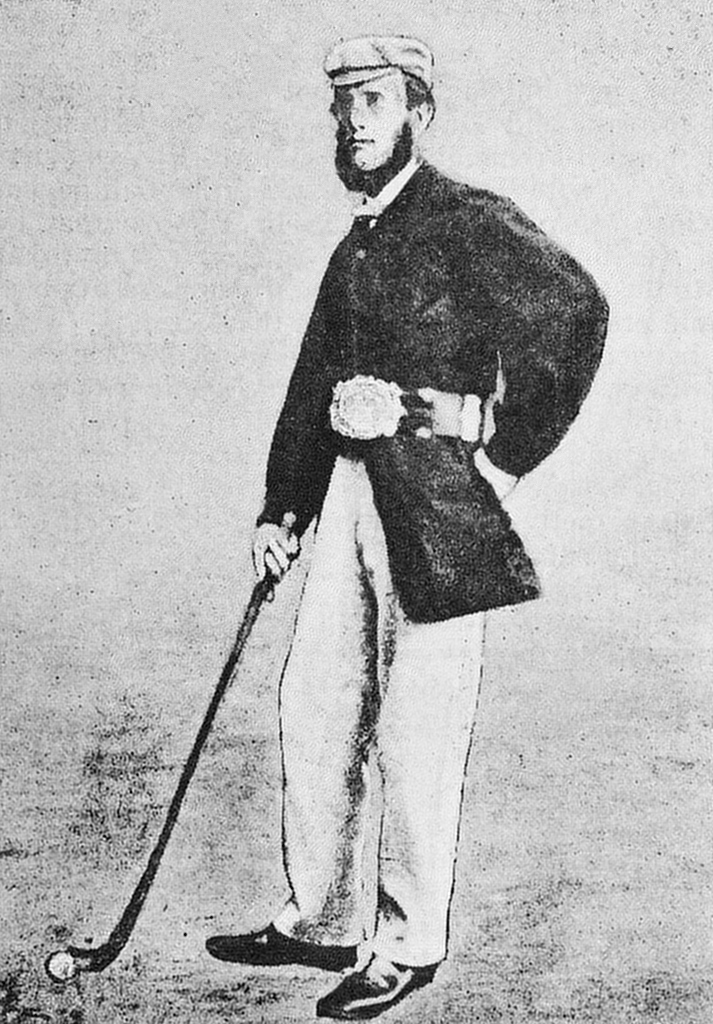

William Park Sr. (* 30. Juni 1833 in Wallyford, East Lothian, Schottland; † 25. Juli 1903) war ein schottischer Profigolfer. Er war viermaliger Gewinner The Open Championship.

## Frühes Leben
Park begann, wie einige andere frühe Profigolfer auch, als Caddie. Später führte er ein Unternehmen zur Herstellung von Golfausrüstung. Auf dem Golfplatz verdiente er sein Geld mit "Challenge Matches" gegen Rivalen wie Old Tom Morris, Willie Dunn und Allan Robertson, die zu seiner Zeit die beliebteste Form des Zuschauergolfs waren.

## Spielstil
Park, ein großer, kräftiger Mann, war ein sehr langer Schläger und ein ausgezeichneter Putter, geriet aber manchmal durch zu aggressives Spiel in Schwierigkeiten. Im Alter von 20 Jahren hatte er den älteren Willie Dunn bereits überholt und reiste nach St Andrews Links, um diesen Platz zu spielen und zu lernen. 1853 forderte er Robertson, der allgemein als der beste Spieler anerkannt war, öffentlich heraus, was jedoch nicht angenommen wurde. Die damaligen Gepflogenheiten erlaubten es dem besten Spieler, eine solche Herausforderung abzulehnen, ohne seinem Ruf zu schaden. Park heizte die Kontroverse durch seine aggressive Eigenwerbung weiter an, was jedoch zu einem gesteigerten Interesse an Golfrivalitäten, einer verstärkten Berichterstattung in der Presse und der Einrichtung von mehr Spielen und Turnieren führte, wodurch sich das professionelle Spiel entwickelte und die Einkommen von Spielern wie Park, Morris und Robertson stiegen.

## Familie
Am 29. März 1860 heiratete er in Inveresk, Schottland, Susanna Law. Das Paar hatte zehn Kinder.
Parks Bruder Mungo und sein Sohn Willie Jr. gewannen beide ebenfalls die Open Championship. Mungo siegte 1874 und Willie Jr. hatte zwei Siege, 1887 und 1889.

## Tod und Vermächtnis
Park starb am 25. Juli 1903. Er ist vor allem als Gewinner von vier Open Championships in Erinnerung geblieben, darunter die Eröffnungsveranstaltung im Jahr 1860, als das Teilnehmerfeld nur acht Spieler umfasste. Weitere Siege gelangen ihm 1863, 1866 und 1875. Park war Mitinhaber des Rekords für die meisten Siege bei diesem Turnier, bis James Braid 1910 seinen fünften Sieg errang.